# 西中通駅
西中通駅（にしなかどおりえき）は、新潟県柏崎市大字山本にある、東日本旅客鉄道（JR東日本）越後線の駅である。

## 歴史
- 1912年（大正元年）11月11日：越後鉄道の荒浜駅（あらはまえき。初代。現在の荒浜駅とは異なる）として開業[1]。
- 1915年（大正4年）7月1日：西中通駅に改称[2]。
- 1927年（昭和2年）10月1日：越後鉄道が国有化。国鉄越後線となる[3]。
- 1973年（昭和48年）12月1日：貨物の扱いを廃止し、駅員無配置化[4]。
- 1987年（昭和62年）4月1日：国鉄分割民営化により、東日本旅客鉄道（JR東日本）の駅となる。

## 駅構造
単式ホーム1面1線を有する地上駅である。以前は相対式ホーム2面2線となっていたが、現在は交換設備、ホームとも撤去されている。
長岡駅管理の無人駅である。駅舎は待合室の機能のみ。公衆電話、トイレが設置されている。

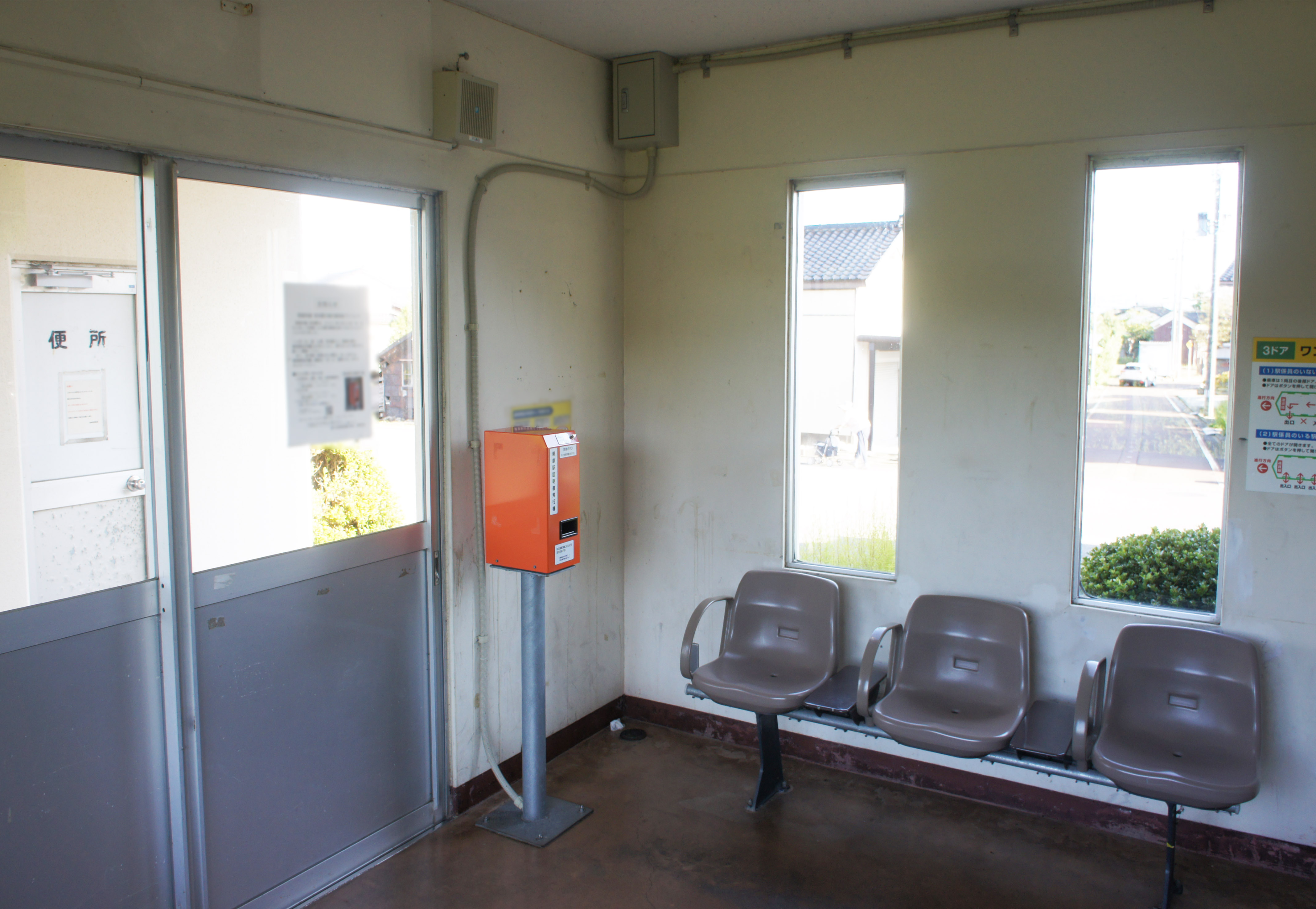
待合室（2021年9月）
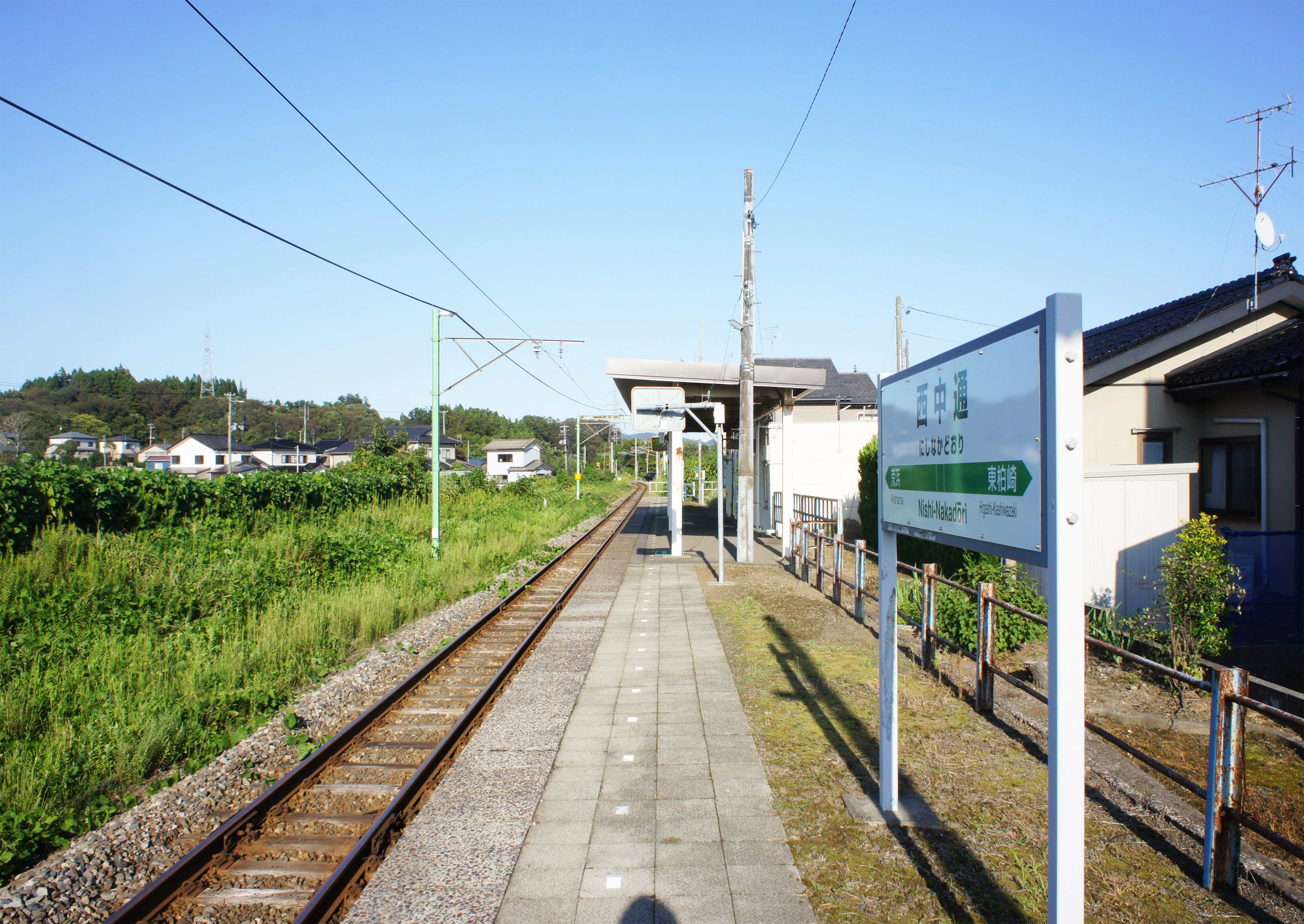
ホーム（2021年9月）

## 駅周辺
駅周辺は住宅地となっている。柏崎方面には鯖石川が流れている。
- 新潟県道150号西中通停車場線
- 新潟県道369号黒部柏崎線
- 国道8号
- 柏崎西中通郵便局
- 柏崎市立日吉小学校
- セブンイレブン 柏崎豊田橋店
- ローソン 柏崎上原店
- 鯖石川
- 越後交通「山本」停留所 - 長岡方面／柏崎駅前方面[5][6]

## 隣の駅
東日本旅客鉄道（JR東日本）
■越後線
東柏崎駅 - 西中通駅 - 荒浜駅